# Tempi di guerra
Tempi di guerra è un film del 1987 diretto da Umberto Lenzi.
Il film utilizza filmati d'archivio dei film jugoslavi Valter Brani Sarajevo, Sutjeska, Most e Partizanska Eskadrila.

## Trama
Durante la seconda guerra mondiale, in Jugoslavia, due piloti americani devono salvare uno scienziato svedese che i nazisti stanno sfruttando per creare l'arma segreta perfetta.